# July
July – brytyjska grupa rockowa założona w Ealing, w Londynie w 1968 roku.

## Działalność
W klasycznym składzie zespół July działał zaledwie rok, pozostawiając po sobie zaledwie jeden album, który z czasem zyskał kultowy status wśród koneserów psychodelicznego rocka. Muzyka zespołu była mieszanką psychodelicznego rocka i popu, naznaczoną bujną harmonią, gitarami akustycznymi, klawiszami, zawiłymi melodiami gitary prowadzącej oraz eksperymentatorskim brzmieniem.
W 2013 roku grupa wznowiła działalność, nagrywając dwa kolejne albumy.

## Dyskografia

### Albumy studyjne
- 1968: July
- 2013: Resurrection
- 2020: The Wight Album

### Kompilacje
- 1987: Dandelion Seeds
- 1995: The Second of July